# Dansk Kvinde Fodbold Union
Dansk Kvinde Fodbold Union (eller DKFU) var en dansk sportsorganisation for kvindefodbold, som havde til formål at fremme al kvindefodbold i Danmark og arrangere en række fodboldturneringer udelukkende for kvinder og damejuniorer. Organisationen blev stiftet, fordi Dansk Boldspil-Union dengang ikke ville organisere kvindefodbold. Først i 1972 kom kvindefodbold på programmet under DBU og DKFU ophørte. Den daværende betegnelse for kvindefodbold var damefodbold, som blev ændret af DBU i 200?.

## Historie
DKFU blev stiftet af tre fodboldklubber for kvinder som konsekvens af at DBU ikke ville arrangere turneringer for kvindefodbold.
Formanden for DKFU i 1970 var Bent Nielsen.
Boldklubben Femina blev de uofficielle verdensmestre i 1970.
Det første Danmarksmesterskab for piger (svarer til damejunior i dag), pigerækken i 1970, blev vundet af Skovlunde Idrætsforening, der vandt alle deres kampe.
Danmarksmesterskabet for kvinder i 1971 (uofficielt) under DKFU blev endvidere vundet af Skovlunde Idrætsforening, hvis dameafdeling var blevet startet blot tre år forinden (den 14. august 1968).
DKFU forsøgte at blive medlemmer i Danmarks Idræts-Forbund, men ansøgningen om medlemskab blev afvist med den begrundelse at DIF ikke var interesserede i at have to forskellige fodboldunioner som medlemmer. DKFU blev i stedet opfordret til at søge ind i DBU. I 1972 valgte en komiteé at acceptere kvindefodbold under DBUs vinger og DKFU opløses efterfølgende.